# Lima megye
Lima megye Peru egyik megyéje, az ország középső–nyugati részén található. Székhelye az ország fővárosa, Lima.

## Földrajz
Lima megye Peru középső–nyugati részén helyezkedik el. Területe két fő részre osztható: a partvidékre és az Andok hegyvidékére. Északon Ancash és egy rövid szakaszon Huánuco, keleten Pasco és Junín, délkeleten Huancavelica, délen Ica megyével, nyugaton pedig a Csendes-óceánnal határos; itt a parton több oldalról is körülfogja az önálló közigazgatási egységet képező Callao tartományt is.

### Tartományai
A megye 10 tartományra van osztva:
- Barranca
- Cajatambo
- Canta
- Cañete
- Huaral
- Huarochirí
- Huaura
- Lima
- Oyón
- Yauyos

## Népesség
A megye népessége a közelmúltban folyamatosan és rendkívül gyorsan növekedett:
| Év   | Lakosság  |
| ---- | --------- |
| 1940 | 828 298   |
| 1961 | 2 031 051 |
| 1972 | 3 472 564 |
| 1981 | 4 745 877 |
| 1993 | 6 386 308 |
| 2007 | 8 445 211 |

## Képek

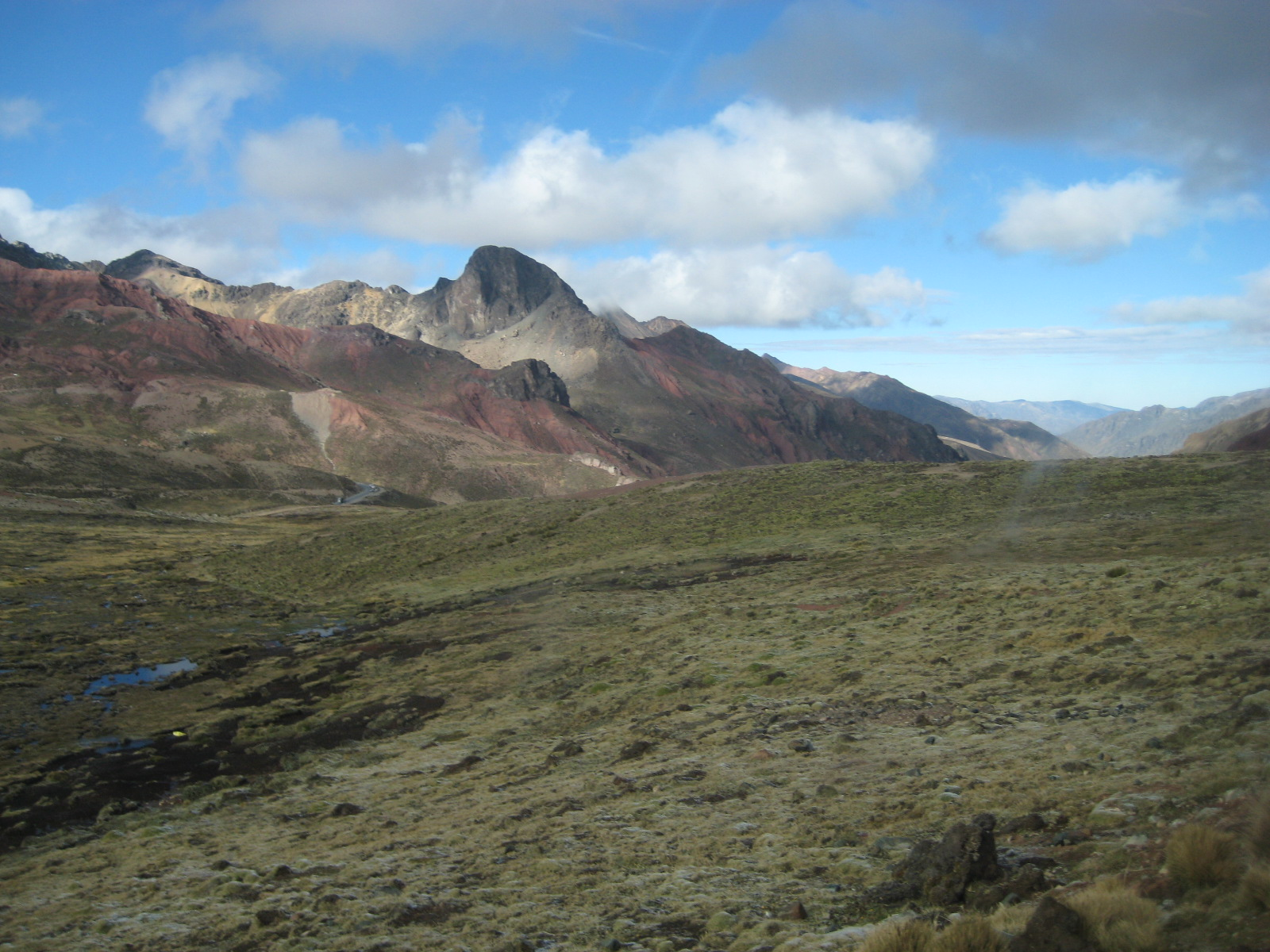
Tájkép
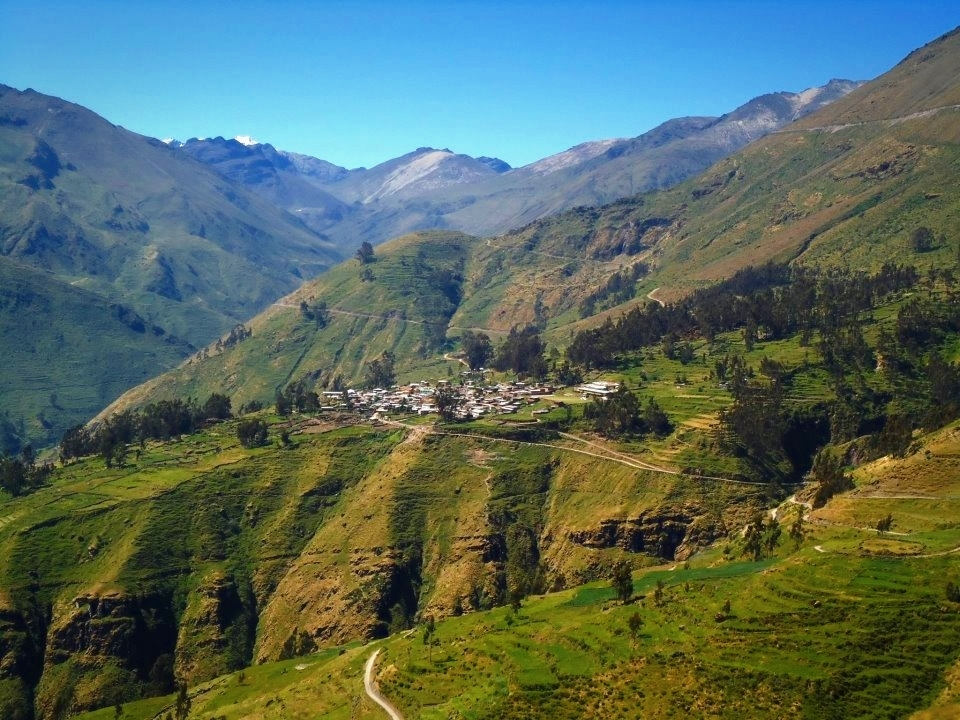
Ayavirí látképe
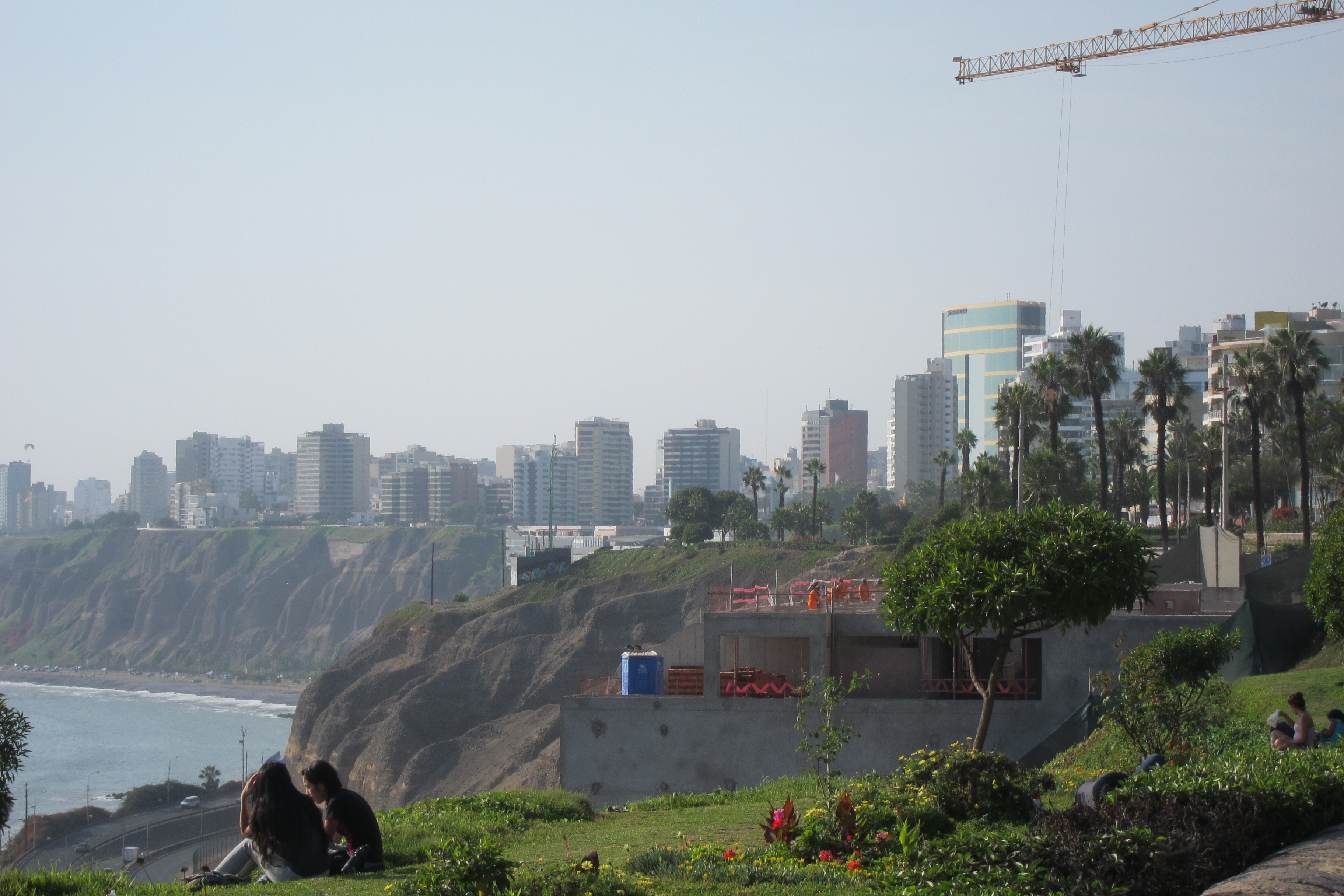
Lima tengerpartja
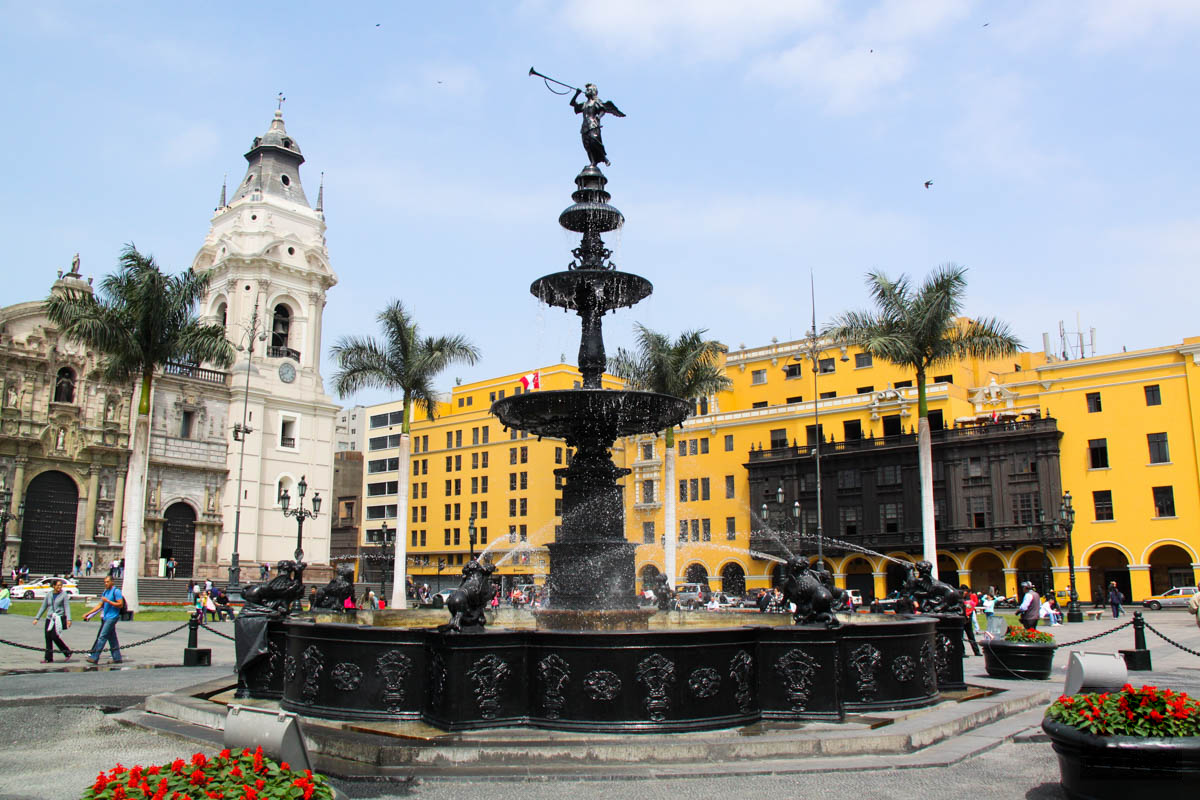
A limai Plaza Mayor